# 约翰·肯尼迪表演艺术中心

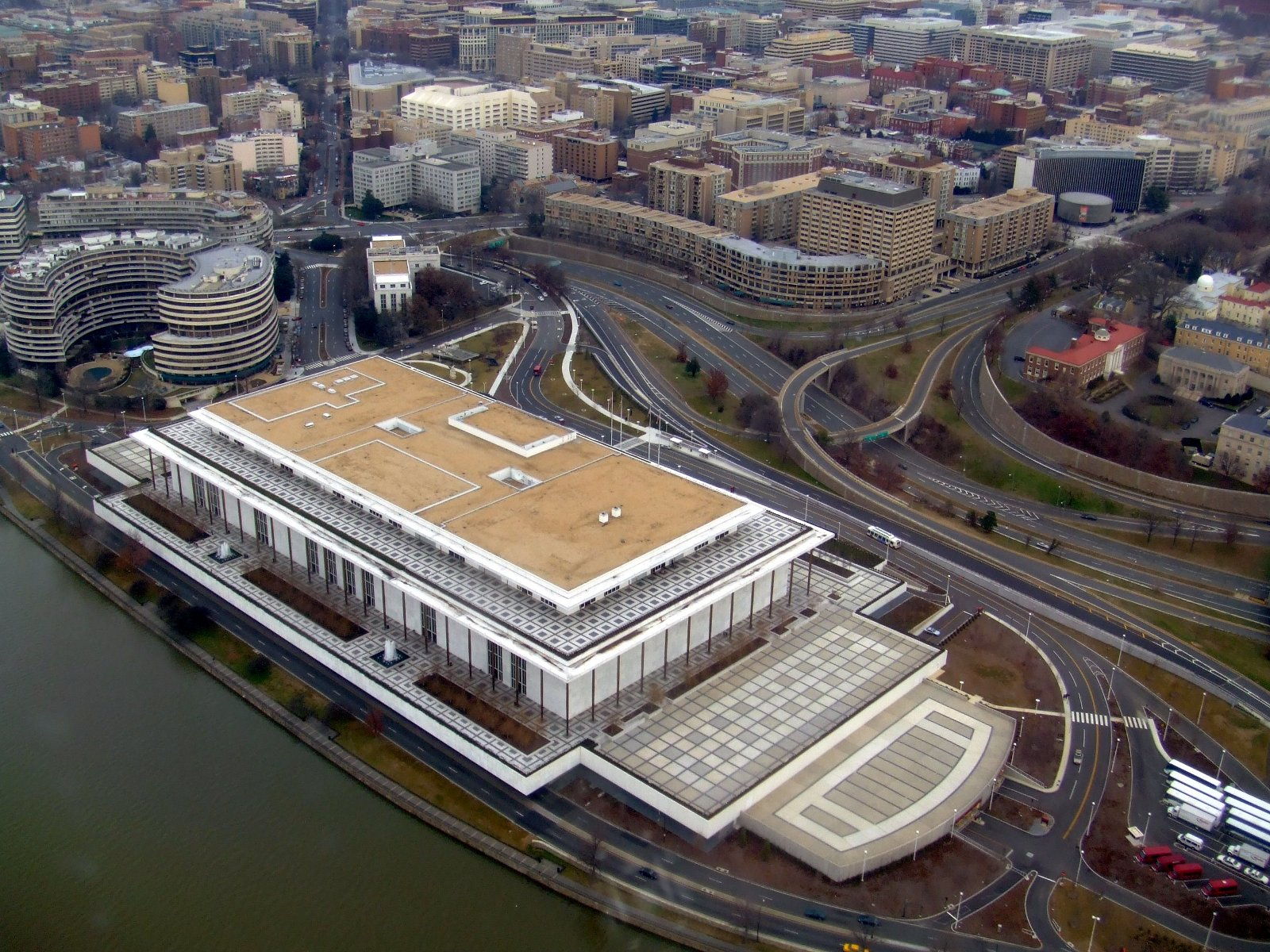
从空中俯视肯尼迪中心，左边为水门综合大厦

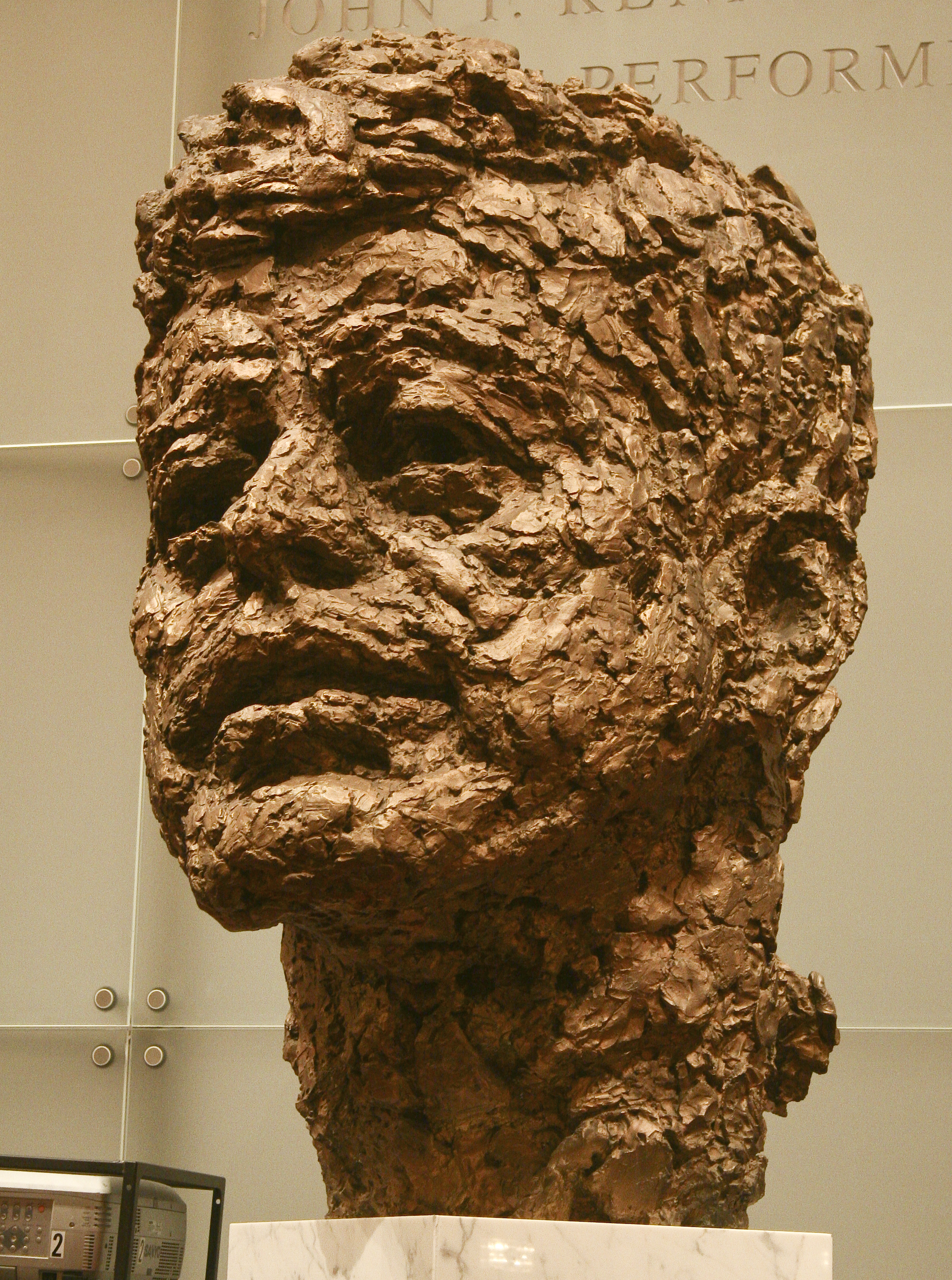
由罗伯特·伯克斯创作的约翰·肯尼迪总统的雕像位于肯尼迪中心中。

約翰·菲茨傑拉德·甘迺迪表演艺术中心（英語：John F. Kennedy Center for the Performing Arts），建築本身稱為約翰·菲茨傑拉德·甘迺迪表演藝術紀念中心（英語：John F. Kennedy Memorial Center for the Performing Arts），是一座位於美國華盛頓特區波多馬克河岸的藝術表演場地，於1971年9月8日開幕，鄰近水門綜合大廈。它向所有年龄层的观众展现包括戏剧、舞蹈、芭蕾、管弦乐、爵士乐、流行音乐和民谣在内的各种表演。肯尼迪中心是美国最为繁忙的艺术中心，平均每年为超过200万观众举办超过2,000场演出。

## 历史
建立一个大型表演艺术中心的主意最早可以追溯到1933年，时为第一夫人的埃莉诺·罗斯福在联邦紧急救济署的一次会议上提出了这个建议。她希望建立一个这样的表演艺术中心在大萧条时期来为一些失业的演员提供工作岗位。1935年，国会组织了一场听证会来讨论建立一个新的机构负责科学，艺术和文学，并且在国会山美国最高法院附近建立一个艺术中心。最终一个小的礼堂被加入到了国会图书馆之中，但是对这个礼堂的利用有着严格的规定。1938年国会通过了在司法广场附近建立一个公共建筑物作为国家艺术中心（National Cultural Center）的提案。但是这项提案最终并未落实。
1950年，美国众议院众议员亚瑟·乔治·克莱恩再一次地提出一个提案来调拨资金来建立这样一个艺术中心用以纪念总统富兰克林·罗斯福。这一提案中包括艺术中心不得对演员和观众有任何的歧视。1955年，斯坦福国际研究院被委托来选择艺术中心地址和设计方案。从1955年至1958年，这样的提案在国会中引发了非常大的争论。1958年夏天，国会最终通过了该项提案。1958年9月4日，总统德怀特·艾森豪威尔签署该提案，使之成为法律。
这是美国历史上第一次动用联邦政府来资助建立一个艺术中心。1959年6月，爱德华‧达雷尔‧斯通被选来设计该艺术中心。1959年10月，他向总统音乐委员会展现了大致的设计图，预算大致定在5,000万美元，是最初预算2,500万至3,000万美元的2倍。到1959年11月，预算被提升到了6,100万美元。尽管如此，爱德华·斯通的设计广受好评，并很快地被美国美國美術委員會，国家首都规划委员会和美国国家公园管理局批准。
1964年，国家艺术中心被更名为约翰·肯尼迪表演艺术中心，纪念死于刺杀的肯尼迪总统。

### 资金筹集
资金的筹集活动是由国家文化中心董事会领导的，该委员会是由艾森豪威尔总统于1959年1月29日建立的。资金筹集活动进行地并不顺利，在最初的三年仅仅筹得13,425美元。肯尼迪总统对将文学艺术带到首都非常感兴趣，并且开始领导和支持这一计划。1961年，肯尼迪总统邀请罗杰·史蒂文斯来建设国家文化中心，并任命他为国家文化中心董事会主席。罗杰·史蒂文斯又邀请时任第一夫人的杰奎琳·肯尼迪作为文化中心的名誉主席，并邀请玛米·艾森豪威尔作为联合主席。
该建筑总花费共7,000万美元 ，国会共为该建筑划拨了4,300万美元，其中包括2,300万美元直接拨款和2,000万美元的债券。一些机构和个人也捐献了大量的捐款，福特基金会捐助了500万美元，肯尼迪家族也捐献了50万美元。其他的主要捐献者包括杰·维拉德·马里奥特、玛荷丽·梅莉薇德·波斯特、约翰·戴维森·洛克菲勒三世、罗伯特 ·伍德拉夫等人。许多国家也对肯尼迪中心的建立提供了很多帮助，包括来自于意大利政府捐赠的3,700吨卡拉拉大理石（价值150万美元），这些建筑后被用于肯尼迪中心的建设。

### 建造历程

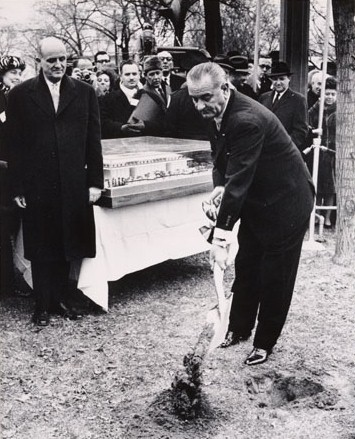
林登·约翰逊总统为肯尼迪中心奠基（左侧为罗杰·史蒂文斯）

1964年12月2日，时任美国总统的林登·约翰逊为肯尼迪中心的动工挖了象征性的第一铲。但是对该艺术中心的选址仍有很大的争议，很多人推荐一个位于宾夕法法尼亚大道的地方。1965年12月11日，关于选址的争论伴随着肯尼迪表演艺术中心的动工而结束。
第一场表演举办于1971年9月5日，2,200名观众在戏剧厅观看了伦纳德·伯恩斯坦的交响乐作品的预演。肯尼迪表演艺术中心正式开放的时间是1971年9月8日，当天演出了伯恩斯坦的Mass，并举办了一场正式的晚会。音乐大厅的开放是在1971年9月9日，美国国家交响乐团在当天做了一场演出。1971年9月10日，阿尔伯托·希纳斯特拉的戏剧Beatrix Cenci在肯尼迪中心举行首演。

## 建筑
肯尼迪中心是由著名设计师爱德华·斯通设计的。建筑高度为30m，长度为190m，宽91m。肯尼迪中心有一个190m长，19米宽的长廊，该长廊有16个来自瑞典欧世瑞水晶吊灯。州大厅（Hall of States）和国家大厅（Hall of Nations）都是76m长，19m宽的长廊。该建筑因为它的位置（远离华盛顿地铁站点），规模和外形遭到了很多的批评，但同时也因为它优秀的声音保真结构，宏伟的外形而广受称赞。亚当路易斯霍克特堡在她的《建筑》（On Architecture）这本书中称赞肯尼的中心为“Gemütlich Speer”。
克雷·哈里斯设计了肯尼迪中心的观众厅和音响装置。由于肯尼迪中心附近就是罗纳德·里根华盛顿国家机场，大量的飞机会在肯尼迪中心的上空通过，而且直升机在附近飞行的频率也是非常高的。为了排除这些噪音的不利影响，整个肯尼迪中心被设计成“一个盒子里放一个盒子”，另外还给每一个观众厅一个额外的外壳。
由於具備傑出的聲學評價，音樂廳和戲劇廳都居於世界百大廳院之列。